# Беспощадный, Павел Григорьевич
Па́вел Григо́рьевич Беспоща́дный (настоящая фамилия — Иванов; 29 июня [11 июля] 1895, Всеславль, Смоленская губерния — 25 мая 1968, Горловка, Донецкая область) — русский советский поэт. Автор крылатого выражения: «Донбасс никто не ставил на колени. И никому поставить не дано!».

## Биография
Родился 29 июня (11 июля) 1895 года в селе Всеславль Смоленской губернии в семье крестьянина-бедняка. Учился в церковно-приходской школе. В семье будущего поэта было семнадцать родных братьев и сестёр. Его отец был бедным крестьянином и переехал на Донбасс, где умер от травмы, полученной во время работы на шахте.
В 1907—1917 годах Павел Григорьевич работал шахтёром в Донбассе, на Селезнёвских рудниках (ныне город Перевальск, Украина), с 1918 по 1921 годы участник Гражданской войны. Первые стихи опубликовал в 1924 году в газете «Кочегарка» (тогда «Всероссийская Кочегарка») — город Артёмовск (Бахмут). Тогда же оставил шахтёрский труд и перешёл работать в отдел писем газеты. Активно работал над объединением донбасских литераторов в Пролетарский союз писателей «Забой». В 1932 году переехал в Горловку, куда была переведена редакция газеты «Кочегарка». В 1941 году был эвакуирован в Среднюю Азию (на фронт не попал по состоянию здоровья). Во время пребывания в Таджикистане, в городе Душанбэ, им был написан сборник "На родине друзей". Сразу после освобождения Донбасса вернулся на Украину, сперва в Краснодон, потом в Ворошиловград (ныне Луганск). В начале 1950-х годов навсегда вернулся в Горловку. Считался патриархом горловского литературного движения.
Критикой назван «донбасским Бернсом», певцом шахтёрского труда. Его шахтёрские песни уже давно воспринимаются жителями Донбасса как народные. Хотя в современных условиях его патриотические стихи не все читатели способны принять, но искренняя пейзажная лирика и поэтизация рабочих будней, труда шахтёров по-прежнему привлекают к себе внимание. Когда одна из донецких газет обратилась к читателям с просьбой присылать горняцкий фольклор, то во многих конвертах оказались стихи Павла Беспощадного.
В 34 года женился на 18-летней Елизавете Абрамовне. В 1943 году родился сын, в 1945 и 1947 годах — дочери. Младшая дочь Вера Беспощадная замужем за украинским поэтом Борисом Ластовенко.
Умер 25 мая 1968 года в Горловке.

## Сборники стихов
- «Каменная книга», 1930
- «Год в „Кочегарке“», 1934
- «Наследство», 1935
- «Родина», 1938
- «Шахтёрские песни», 1948
- «Степь донецкая», 1950
- «Заветная звезда». Киев, 1955
- «Избранное». Киев,1955
- «Над шахтой летят журавли», 1957
- «Шахтёрские поэмы». Сталино, 1959
- «Донецкие просторы», 1961
- «Избранное. Стихи, песни, поэмы». Киев: «Дніпро», 1965
- «Каменная лира», 1968
- «Стихи». Москва: «Художественная литература», 1977
- «Донбассу жить»

Всего около 30 прижизненных книг. В 2010 году к 115-летию Павла Беспощадного Горловским отделом культуры выпущен том избранных произведений, который был распространён по библиотекам Донбасса.

## Награды
- Орден Ленина (23.01.1948)
- 2 ордена Трудового Красного Знамени
- Почётный шахтёр СССР
- Почётный гражданин Горловки

## Увековечение памяти
Именем П. Г. Беспощадного была названа улица в Центрально-Городском районе Горловки. Именем поэта названа школа № 73.
С 1990 года в Горловке существует городская литературная премия им. П. Беспощадного, которая раз в два года вручается за опубликованные литературные работы. Лауреату вручается диплом, медаль и денежная премия в размере 5 минимальных зарплат (с 2009 года 3 минимальные зарплаты).
В 2016 году «Петербургской газетой» совместно с Союзом писателей России был проведён Всероссийский поэтический конкурс имени Павла Беспощадного «Донбасс никто не ставил на колени» с присуждением званий лауреатов и дипломантов, как для российских литераторов, так и для поэтов непризнанных республик Донбасса.

## Упоминания в литературе
- Владимир Демидов. Павел Беспощадный — поэт и человек. Донецк. 1975.
- Николай Ушаков. «Первопроходчик». Киев.
- Сергей Корсаков. «Сын коммуны». Москва.
- Иван Ле. «Он коногонил песнь шахтёрскую». Киев.
- Юрий Чёрный-Диденко. «Хранимое сердцем». Киев.
- Елизавета Беспощадная. «О дорогом мне человеке».
- Михаил Матусовский. «Вещий дар». Киев.
- Алексей Ионов. «Песнетворец». Уфа.